# 행전
행전(行纏)은 조선시대의 한복의 하나이다. 한복 바지를 입은 후 무릎 아래부터 발목에 이르는 부분을 덮는 각반의 일종이다. 오늘날 개량한복에는 사용하지 않기도 하지만 전통 한복에는 반드시 사용되는 물품으로, 농사를 지을 때를 제외하고는 거의 대부분 사용되었다. 왕이나 관리, 양반의 경우 비단으로 만든 행전을 사용하기도 했다.